# Schoenoxiphium lehmannii
Schoenoxiphium lehmannii är en halvgräsart som först beskrevs av Christian Gottfried Daniel Nees von Esenbeck, och fick sitt nu gällande namn av Carl Sigismund Kunth och Ernst Gottlieb von Steudel. Schoenoxiphium lehmannii ingår i släktet Schoenoxiphium och familjen halvgräs. Inga underarter finns listade i Catalogue of Life.